# Elmer Gates
Elmer Gates (* 1859 in der Nähe von Dayton, Ohio; † 1923 in Washington, D.C.) war ein US-amerikanischer Wissenschaftler und Erfinder.

## Leben
Gates wurde als Sohn des amerikanischen Lehrers und Predigers Jacob Goetz und dessen Ehefrau Phoebe geboren. Die Familie stammte aus Deutschland.
Zu den Erfindungen von Gates zählen der Schaum-Feuerlöscher, ein verbessertes elektrisches Bügeleisen, ein aseptischer Brau- und Gärprozess, elektrische Webmaschinenmechanismen, diamagnetische und magnetische Separatoren zur Gewinnung von Gold aus Sand, ein Glühgas-Mantelofen, das Lernspielzeug „Box and Block“ und zahlreiche andere mechanische, wissenschaftliche, psychologische und pädagogische Geräte.
Um die Wende des 20. Jahrhunderts war das Elmer Gates Labor in Chevy Chase (Maryland) das größte private Labor in den Vereinigten Staaten.
Obwohl Gates ein überaus produktiver Erfinder war, hielt er sich für einen Psychologen. Er verwendete wissenschaftliche Experimente zur Selbstbeobachtung und verwendete Erfindungen, um die Prozesse zu untersuchen, durch die der Verstand neues Wissen entdeckt. Diese Studie führte ihn zur „Psychotaxis“, der Hierarchie sensorischer Unterscheidungen, die erforderlich ist, um eine gültige und vollständige mentale Wiedergabe eines bestimmten Teils der physischen Welt zu erstellen. Psychotaxis ist ein Hauptbestandteil der „Psychurgie“, Gates’ Kunst des Geistesgebrauchs, die er als verbesserte wissenschaftliche Methode ansah.
Er führte viele Tierversuche durch, um die Auswirkungen verfeinerter sensorischer Diskriminierungen auf die Struktur des Gehirns festzustellen. Er erforschte die Chemie und Physiologie menschlicher Emotionen. Viermal täglich führte er zwei Jahre lang drei Serien detaillierter Aufzeichnungen, um die Umwelt- und Körperbedingungen zu bestimmen, unter denen seine eigene Beurteilung am erfolgreichsten war.
Die Neuartigkeit seiner Forschung erregte die Phantasie der populären Presse seiner Zeit. Fehlinterpretationen und erfundene Berichte waren häufig. Trotz der wiederholten Klarstellungen und Ablehnungen von Gates nahmen die Berichte ein Eigenleben an. Einige bestehen heute fort.
Gates und sein System der Ideenfindung wurden in Napoleon Hills populärem Buch Denke nach und werde reich erwähnt.